# بيرتا رودريغيز
بيرتا رودريغيز (بالإسبانية: Berta Rodríguez)‏ هي لاعبة تنس الطاولة تشيلية، ولدت في 24 يونيو 1971.

## وصلات خارجية
- بيرتا رودريغيز على موقع أوليمبيديا (الإنجليزية)